# Ígor Tamm
Ígor Yevguénievich Tamm (ruso: Игорь Евгеньевич Тамм), también transcrito a veces como Igor' Evgen'evich Tamm (1895-1971), fue un físico teórico soviético. 
Destacó en los progresos realizados por la Unión Soviética en los campos de investigación de la física y la física nuclear, además del Premio Nobel de Física que, junto con Pável Cherenkov e Iliá Frank, recibió en 1958 por el descubrimiento del efecto Cherenkov. Recibió, entre otros reconocimientos, el de Héroe del Trabajo Socialista en 1954 y dos premios Stalin.

## Biografía
Ígor Yevguénievich Tamm nació el 26 de junio (8 de julio) 1895 en Vladivostok en el Lejano Oriente ruso en el entonces Imperio ruso, hijo de Olga Mijáilovna Davýdova y del ingeniero de nacionalidad alemana Yevgueni Fiódorovich Tamm. En 1898, la familia se trasladó a la ciudad ucraniana de Elisavetgrado (actual Kropyvnytsky), donde el padre de Ígor trabajó como "ingeniero de la ciudad" supervisando el suministro de agua y la construcción de la central eléctrica de la ciudad.
En 1901, nació el hermano menor de Ígor, Leonid, quien más tarde se convirtió en ingeniero jefe adjunto de la Dirección Principal de la Industria del Nitrógeno del Comisariado Popular de Industria Pesada de la URSS y que sería fusilado el 28 de mayo de 1937, falsamente acusado de participar en el llamado Centro Terrorista Trotskista-Zinovievita (véase Juicios de Moscú).
Después de graduarse de la escuela secundaria en Elisavetgrado, Ígor Tamm estudió en la Universidad de Edimburgo. Antes del estallido de la Primera Guerra Mundial, se trasladó a la Facultad de Física y Matemáticas de la Universidad de Moscú, de la que se graduó en 1918 en física.
Se ofreció como voluntario para el frente como "hermano de la misericordia". Tras una breve pasión por la política (menchevique- internacionalista, diputado del I Congreso de los Sóviets de Elisavetgrado) comienza una carrera académica. Enseña en varias instituciones de educación superior: Universidad de Táurida (Simferópol, gobernación de Táurida) (1919-1920), desde 1920 colabora con Leonid Mandelshtam, trabaja en el Instituto Politécnico de Odesa (desde 1993 - Universidad Politécnica de Odesa) (1921-1922), donde Mandelstam dirigió una cátedra.
A partir de 1922 (con dos breves pausas) y hasta el final de su carrera, las actividades de Ígor Tamm se desarrollaron en Moscú. Durante muchos años dirigió el Departamento de Física Teórica en la Facultad de Física de la Universidad Estatal de Moscú, donde se convirtió en profesor asociado y catedrático. Éste era uno de los departamentos clave de la facultad, ya que en él se impartían cursos generales: mecánica teórica, electrodinámica, mecánica cuántica, física estadística.
Desde 1934, trabaja además en el Instituto Lébedev de Física (FIAN), donde establece y dirige el Departamento de física teórica.
El 1 de febrero de 1933, I. Ye. Tamm fue elegido miembro correspondiente de la Academia de Ciencias de la URSS para el Departamento de Ciencias Matemáticas y Naturales. Este meteórico ascenso de su carrera se detuvo en 1939, después de que su hermano Leonid y su amigo cercano Borís Hessen fueran arrestados y fusilados, mientras su discípulo Semión Shubin fue represaliado, falleciendo luego en el campo de trabajo del Gulag en Kolymá. En el FIAN, la dirección empezó a ejercer  presión sobre Tamm, en tanto que en la Universidad fue sustituido como director del Departamento de Física Teórica por Vasili Fúrsov.
En 1943, fue candidato al puesto de director del Departamento de Física Teórica en la Facultad de Física de la Universidad Estatal de Moscú. Su oponente fue Anatoli Vlásov, quien fue apoyado por el decano Aleksandr Predvodítelev y el Consejo Académico de la facultad. Como resultado, Tamm perdió ante Vlásov (5 votos contra 24), pero estos resultados fueron cuestionados por la comunidad científica en forma de una carta de 14 académicos. Vladímir Fok fue nombrado jefe del departamento por la dirección del partido.
En 1946-1949, fue el primer jefe del Departamento de Física Nuclear Teórica en el Instituto de Ingeniería Física de Moscú (MEPhI). En 1946, Tamm recibió el Premio Stalin. En el mismo año, participó en el proyecto para crear la primera bomba atómica soviética en el marco del Programa soviético de armas nucleares, y participó en estudios teóricos de una onda de choque de alta intensidad.
En 1949, Ígor Tamm regresó a la Universidad Estatal Lomonósov de Moscú, al Departamento de Teoría Cuántica y Electrodinámica (parte del Departamento de Física Teórica después de la división del mismo).[cita requerida]
A sugerencia de Ígor Kurchátov, Tamm organizó un grupo en 1948 para estudiar la cuestión de la posibilidad de crear armas termonucleares. En 1950, Tamm con un grupo de empleados de FIAN fue trasladado a KB-11 en Arzamás-16 (Sarov), donde se convirtió en el jefe del departamento, en mayo de 1952, el jefe del sector. El grupo de Tamm, que incluía a Andréi Sájarov y a Vitali Guínzburg, desarrolló una serie de principios que hicieron posible la creación de la primera bomba termonuclear soviética, la RDS-6s, probada con éxito el 12 de agosto de 1953.
El 23 de octubre de 1953, Ígor Tamm se convirtió en académico de la Academia de Ciencias de la URSS en el Departamento de Física y Matemáticas, y recibió otro Premio Stalin. Por decreto secreto del Presídium del Sóviet Supremo de la URSS del 4 de enero de 1954, Tamm recibió el título de Héroe del Trabajo Socialista con la Orden de Lenin y la medalla de oro «La hoz y el martillo» (ru) que la acompaña.
A principios de 1954, Tamm regresó a Moscú y nuevamente comenzó a trabajar en el FIAN. Trabajó en este instituto hasta el final de su vida.
En 1955, firmó la Carta de los Trescientos. En la década de 1960, fue un participante activo en el movimiento de científicos Pugwash. En 1966, firmó una carta de 25 trabajadores culturales y científicos al secretario general del Comité Central del PCUS, Leonid Brézhnev, contra la rehabilitación de Stalin.
I.Ye. Tamm murió el 12 de abril de 1971 en Moscú en la Unión Soviética de ELA, debido a una parálisis de los músculos respiratorios. Poco antes de su muerte, se recurrió a la ventilación mecánica mediante un aparato especial. Fue enterrado en Moscú en la parcela 7 del cementerio Novodévichi.
Fue galardonado con el Premio Nobel de Física de 1958 junto con Pável Cherenkov e Iliá Frank por el descubrimiento y la interpretación del efecto Cherenkov-Vavílov, el mismo año en el que Borís Pasternak fue galardonado con el Premio Nobel de Literatura.

## Títulos y premios
- Héroe del Trabajo Socialista otorgado el 4 de enero de 1954.
- Orden de Lenin cuatro menciones otorgadas el 19 de septiembre de 1953, el 4 de enero de 1954, el 11 de septiembre de 1956 y el siete de julio de 1965.
- Orden de la Bandera Roja del Trabajo otorgada el 10 de octubre de 1945.
- Premio Stalin de primer grado, otorgado en 1946 por el descubrimiento y estudio de la emisión de electrones cuando se mueven en la materia con velocidad superlumínica, cuyos resultados se resumen y publican en la publicación "Proceedings of the Lebedev Physical Institute" de 1944.
- Premio Stalin otorgado en 1953.
- Premio Nobel de Física otorgado en 1958 y compartido con P. A. Cherenkov e I. M. Frank.
- Miembro correspondiente de la Academia de Ciencias de la URSS en 1933.
- Académico de la Academia de Ciencias de la URSS en 1953.
- Miembro de la Real Academia de Ciencias de Suecia en 1959.
- Miembro extranjero de la Academia de Ciencias de Polonia en 1959.
- Miembro extranjero honorario de la Academia Estadounidense de Artes y Ciencias en 1961.
- Miembro de la Academia Alemana de Naturalistas "Leopoldina" (RDA) en 1964.
- La Medalla Lomonósov de la Academia de Ciencias de la URSS en 1967 por logros sobresalientes en la teoría de partículas elementales y otras áreas de la física teórica.

## Eponimia
- El cráter lunar Tamm lleva este nombre en su memoria.[10]